# The Brisks
The Brisks es un conocido grupo ceutí de la década de los años 1960 de estilo pop aunque con influencias rock, soul, jazz, twist y un sinfín más.

## Historia
Fundado en Ceuta en los primeros años 60 por un grupo de estudiantes, se movieron por el ámbito local bajo el nombre de Halógenos.
Tras numerosas actuaciones en su ciudad natal, consiguieron un representante, y la primera decisión fue cambiar el nombre del grupo por el de The Brisk Boys que finalmente derivaría en The Brisks (aunque también fueron acreditados como simplemente The Brisk).
Tras un cambio de vocalista, empiezan a moverse a nivel nacional por numerosas ciudades: Torremolinos, Zaragoza, Costa Brava... Y graban en Barcelona su primer LP, es entonces cuando se produce un nuevo cambio de vocalista y se une a la formación Julián Granados procedente del grupo Los Ángeles Azules y posteriormente de los míticos Los Buenos.
El salto internacional lo dan a países cercanos como Marruecos y Portugal pero por supuesto siguen actuando en España.
Realizan versiones en castellano de temas de los Beatles tales como All My Loving (Todo Mi Amor) o Can't Buy My Love (No Puedes Comprar Mi Amor), siendo uno de los primeros grupos de España en hacer lo que con el tiempo se convertiría en una práctica habitual por parte de los grupos de pop de nuestro país.
A finales del 67 Julián Granados abandona el grupo y los miembros fundadores optan por un cantante negro, Teddy Ruster, con el que grabarán un disco, más cercano al soul, y que incluiría una versión del famoso "Stone Free" de Jimi Hendrix. Pero las tendencias empezaban a cambiar y la mayoría de los grupos pop de la época fueron decayendo, hecho que afectaría también a The Brisks.
Como es habitual en la banda, su cantante les abandona nuevamente y a principios de los 70 la formación cuenta con Pedro Ruy Blas en el micrófono, el cual venía del legendario grupo Los Canarios sustituyendo a Teddy Bautista mientras realizaba el servicio militar. Con él realizaron nuevas giras por España y Marruecos pero el éxito del cantante en solitario hizo que finalmente abandonase también la formación.
Durante su existencia, el grupo tocó con importantes personajes de la escena musical española, tales como Conchita Velasco, Raphael o Rocío Dúrcal. Pero finalmente se disolvieron en los 70.
Pero la historia de The Brisks no acabaría aquí. En la segunda década de los 70, dos componentes originales, Julio Rey y José García, revivirían el grupo junto con otros dos nuevos integrantes. Tocaban temas populares del cancionero español y antiguos temas suyos revisados y consiguieron sacar dos nuevos discos, aunque nada volvería a ser como antes. Los integrantes de la nueva formación eran ya mayores y tenían una vida y trabajo estables por lo que el grupo fue tomado más bien como un mero entretenimiento.
Ya en el siglo XXI, las actuaciones se reducían a nivel local en la ciudad de Fuengirola, donde los miembros del grupo se habían instalado, pero desgraciadamente, la muerte de uno de los miembros fundadores, Julio Rey, en 2004 acabaría con el grupo definitivamente.
En la actualidad, han sido homenajeados por grupos como Los 5 Ibéricos que grabaron dos versiones en 2002.
En mayo de 2003 Belter reeditó gran parte de las canciones de The Brisks.

## Componentes
Inicialmente, The Brisks estaba formado por:
1. Julio Rey - Bajo y voz
2. José García - Batería
3. Juan Pozo - Guitarra punteo y voz
4. Antonio Morales - Saxo y órgano.
5. Jesús Zurita - Cantante.

La formación de los 90 incluía a: Antonio Cantos (guitarra melódica) y Juan Ignacio Serrano (guitarra rítmica), además de los anteriores Julio Rey y José García.

## Discografía
EP y sencillos editados en Discos Belter entre 1963 y 1968 en los que aparecieron las siguientes canciones:
- Todo mi Amor / Dinero / No puedes comprar mi amor / 5,4,3,2,1

- Twist & Shout / Un Diablo Disfrazado / Para Ti / ¿Quieres Saber un Secreto?

- Pepe será Papá / Como siempre / Nadie Respondió / Baby Ye-ye

- Temblorcito / Goodbye, Goodbye, Goodbye / Aleluya Surf / El Juego del Amor

- El Cochecito/Esperando / Por tu Amor / Un nuevo Amor

- Acción / Si Mañana Será Así / La Corrida / Ven, Ven, Ven

- Acción / Paseando con mi Ángel

- Wooly Bully / Un Nuevo Amor / 2 1 3 4

- Temperamento / Reír, Reír, Reír

- Maria Cristina / El Mismo Problema / Sansón Chico Ye-ye / Me Vas a Arruinar

- Algo Bueno me va a Pasar / Me siento Solo / Wooly Bully / No, No, No

- Oso Corredor / Solos los Dos / Ve con Él / Quiero Decirte

- Stone Free / Someone / Hold My Hand / People

Elepés y antologías
- "The Brisks Vol 1" Recopilatorio. 1985. (Aligator)

- "The Brisks Vol 2" Recopilatorio. 1985. (Aligator)

- "The Brisks Vol 3" Recopilatorio. 1985. (Aligator)

- "The Brisks Vol 4" Recopilatorio. 1985. (Aligator)

- "The Brisks Vol 5" Recopilatorio. 1985. (Aligator)

- "¿Recuerdas...?" CD de doce canciones con fascículo coleccionable. 1994. (Cocodrilo Recods)

- "Nuevos Caminos" CD de doce canciones. 1998. (Cocodrilo Records)

- "Singles Collection" CD recopilatorio de doce canciones. 1999. (Arcade).

- The Brisks. Recopilación compartida con The Rocking Boys. 2003. (Divucsa)

- También existe un recopilatorio editado en 1997 por el fanzine zaragozano Zona de Obras, con lo más representativo de los 60, que incluye una canción de The Brisks

Colaboraciones
- "El Soul es una droga!" Vol 2. Various Artists. 1965. (Spanish Soul Style)
- "Sonidos del más acá" Volúmenes 1 y 2. Casetes recopilatorios compartidos con otros artistas
- "Rock de los 60" Casete recopilatorio. 1978. (Olimpo).